# Едґар Берджесс
Едґар Берджесс (англ. Edgar Burgess, 23 вересня 1891 — 23 квітня 1952) — британський академічний веслувальник.
Олімпійський чемпіон 1912 року в складі вісімки.